# Robert Stevenson (reżyser)
Robert Stevenson (ur. 31 marca 1905 w Buxton w hrabstwie Derbyshire, zm. 30 kwietnia 1986 w Santa Barbara) – brytyjski reżyser i scenarzysta filmowy tworzący głównie w Stanach Zjednoczonych.
Był absolwentem St John’s College na Uniwersytecie Cambridge. Przybył do Hollywood na początku lat 40. W latach 60. i 70. wyreżyserował 19 filmów dla wytwórni The Walt Disney Company, które przyniosły mu największy sukces. W 1965 otrzymał swoją jedyną nominację do Oscara za reżyserię filmu Mary Poppins (1964).

## Filmografia
- 1936: Róża Tudorów
- 1937: Kopalnie króla Salomona
- 1940: Tom Brown’s School Days[1]
- 1943: Dziwne losy Jane Eyre
- 1951: Zapomniana przeszłość
- 1957: Johnny Tremain
- 1960: Porwany za młodu
- 1961: Latający profesor
- 1963: Flubber – Mikstura profesora
- 1964: Mary Poppins
- 1965: Koci detektyw
- 1968: Duch Blackbearda
- 1968: Kochany Chrabąszcz
- 1971: Gałki od łóżka i kije od miotły
- 1974: Garbi znowu w trasie